# Affoltern im Emmental
Affoltern im Emmental es una comuna suiza del cantón de Berna, situada en el distrito administrativo del Emmental. Limita al norte con las comunas de Wynigen, Heimiswil y Walterswil, al este con Dürrenroth, al sur con Sumiswald, y al oeste con Rüegsau y Heimiswil.
Hasta el 31 de diciembre de 2009 situada en el distrito de Trachselwald.